# Aeroportul Río Hato
Aeroportul Río Hato (IATA: RIH, ICAO: MPSM) este un aeroport din Provincia Coclé, Panama ce deservește zona Río Hato⁠(d). Aeroportul a fost tranzitat în 2016 de 63.728 de pasageri. A fost numit după zona deservită.
Situat la o altitudine de 32 m, aeroportul dispune de o singură pistă.